# هو بینگ‌چینگ
هو بینگ‌چینگ (چینی: 胡冰卿؛ زادهٔ ۲۵ ژانویه ۱۹۹۲) بازیگر اهل چین است که از مؤسسه هنرهای بصری شانگهای فارغ‌التحصیل شده است. او برای ایفای نقش مجموعه‌های تلویزیونی دختر گردباد (۲۰۱۵)، افسانه چین (۲۰۱۵) و افسانه دوگو (۲۰۱۸) شناخته می‌شود.

## حرفه
هو بینگ‌چینگ نخستین بار در سال ۲۰۱۳ با ایفای نقشی فرعی در مجموعه تلویزیونی گل طلایی و دامادش وارد عرصه بازیگری شد. او پس از موفقیت در تست بازیگری، نخستین نقش اصلی خود را در مجموعه روح کوکو که توسط پلتفرم تنسنت ویدئو تولید شده بود، ایفا کرد.
در سال ۲۰۱۴، در نقش مکملی در درام تاریخی دکتر سلطنتی به تهیه‌کنندگی تانگرام مدیا ظاهر شد و سپس قراردادی را با همین شرکت امضا کرد.
در سال ۲۰۱۵، به‌عنوان نقش اول زن در درام ورزشی جوانانهٔ دختر گردباد ایفای نقش کرد؛ این مجموعه با استقبال گسترده‌ای روبه‌رو شد و شهرت هو بینگ‌چینگ را به همراه داشت. در همان سال، در درام تاریخی ووشیای افسانه چین نیز در نقش دوگانه‌ای ظاهر شد.
در سال ۲۰۱۷، او در یکی از اپیزودهای مجموعه‌ای در ژانر برشی از زندگی به نام رستوران نیمه‌شب ایفا کرد.
در سال ۲۰۱۸، در درام تاریخی فانتزی زیبایی‌های درون کمد در نقش یک روح راسو ظاهر شد. همچنین همان سال، در درام تاریخی تخیلی '"افسانه دوگو نقش اصلی را ایفا کرد. این مجموعه با استقبال خوبی از سوی مخاطبان مواجه شد و دنبال‌کنندگان زیادی در فضای آنلاین پیدا کرد.
در سال ۲۰۲۰، هو در درام تاریخی اکشن پیش به‌سوی ابدیت به ایفای نقش پرداخت. در سال ۲۰۲۱ در درام عاشقانهٔ دانشگاهی عشق یک‌طرفه بازی کرد.